# Svarttjärnen (Åre socken, Jämtland, 702554-133452)
Svarttjärnen är en sjö i Åre kommun i Jämtland och ingår i Indalsälvens huvudavrinningsområde.